# Communauté de communes Porte de DrômArdèche
La communauté de communes Porte de DrômArdèche est une communauté de communes interdépartementale 
française, située dans les départements de la Drôme et de l'Ardèche, en région Auvergne-Rhône-Alpes. Elle regroupe 34 communes.

## Historique
La communauté de communes Porte de DrômArdèche a été créée le 1er janvier 2014 à partir de la fusion de quatre communautés de communes : les deux rives de la région de Saint-Vallier, de la Galaure, des Quatre Collines et Rhône-Valloire.
Le schéma départemental de coopération intercommunale de 2015 prévoyait l'intégration de la commune de Saint-Désirat, issue de la communauté de communes Vivarhône, mais conditionnée à la création d'une commune nouvelle. Un amendement déposé en commission départementale de coopération intercommunale supprime le projet de rattachement de cette commune à la communauté de communes Porte de DrômArdèche ; par conséquent, le périmètre est inchangé.

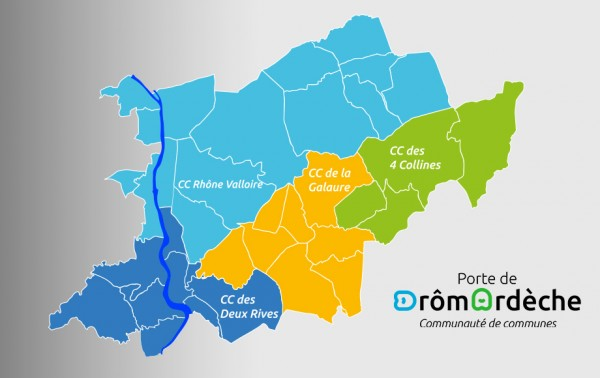

À la suite de la création de la commune nouvelle de Saint-Jean-de-Galaure au 1er janvier 2022, le nombre de communes passe de 35 à 34.

## Territoire communautaire

### Géographie
La communauté de communes Porte de DrômArdèche est située au nord des départements de l'Ardèche et de la Drôme. Elle est située à moins d'une heure des principales villes de la région (40 minutes depuis Lyon via Saint-Rambert-d'Albon et 55 minutes depuis Grenoble via Lens-Lestang).

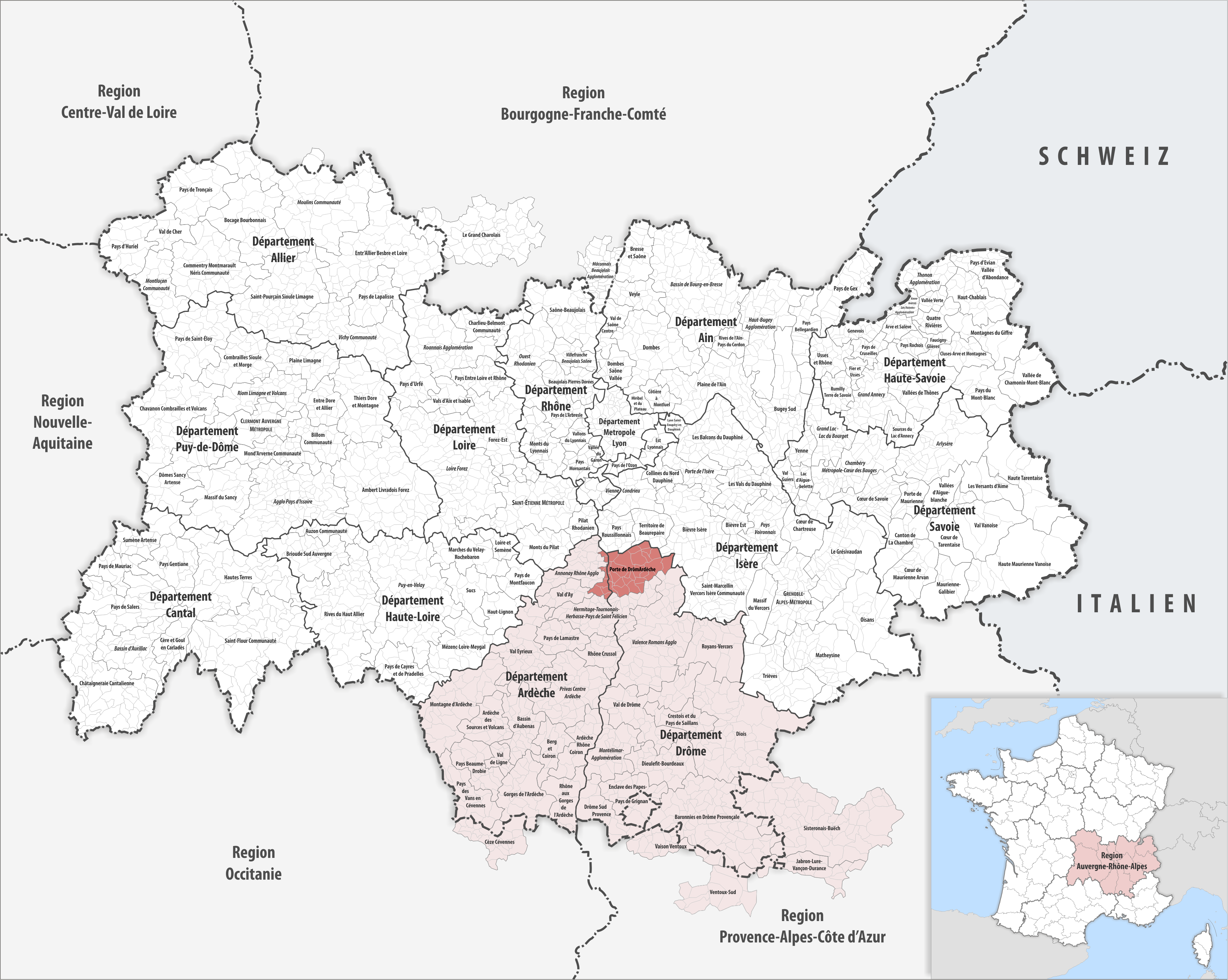
Situation de la Communauté de Communes Porte de DrômArdèche au sein de la Région Auvergne-Rhône-Alpes.

### Composition
La communauté de communes est composée des 34 communes suivantes :

| Nom                      | Code Insee | Gentilé             | Superficie (km2) | Population (dernière pop. légale) | Densité (hab./km2) |
| ------------------------ | ---------- | ------------------- | ---------------- | --------------------------------- | ------------------ |
| Saint-Vallier (siège)    | 26333      | Saint Vallierois    | 5,42             | 4 083 (2022)                      | 753                |
| Albon                    | 26002      | Albonnais           | 25,62            | 1 935 (2022)                      | 76                 |
| Andance                  | 07009      | Andançois           | 6,52             | 1 193 (2022)                      | 183                |
| Andancette               | 26009      | Andancettois        | 5,98             | 1 308 (2022)                      | 219                |
| Anneyron                 | 26010      | Anneyronnais        | 36,23            | 4 152 (2022)                      | 115                |
| Arras-sur-Rhône          | 07015      | Arrageois           | 5,89             | 535 (2022)                        | 91                 |
| Beausemblant             | 26041      | Belsimiliens        | 11,67            | 1 453 (2022)                      | 125                |
| Champagne                | 07051      | Champenois          | 4,1              | 621 (2022)                        | 151                |
| Châteauneuf-de-Galaure   | 26083      | Castelneuvois       | 18,08            | 1 807 (2022)                      | 100                |
| Claveyson                | 26094      | Claveysonnais       | 16,13            | 926 (2022)                        | 57                 |
| Eclassan                 | 07084      | Eclassanais         | 15,93            | 1 046 (2022)                      | 66                 |
| Épinouze                 | 26118      | Épinouziens         | 11,21            | 1 527 (2022)                      | 136                |
| Fay-le-Clos              | 26133      | Fayens              | 4,56             | 180 (2022)                        | 39                 |
| Le Grand-Serre           | 26143      | Serrins             | 24,74            | 949 (2022)                        | 38                 |
| Hauterives               | 26148      | Hauterivois         | 30,51            | 1 895 (2022)                      | 62                 |
| Lapeyrouse-Mornay        | 26155      | Lapeyrousiens       | 11,45            | 1 188 (2022)                      | 104                |
| Laveyron                 | 26160      | Laveyronnais        | 5,32             | 1 253 (2022)                      | 236                |
| Lens-Lestang             | 26162      | Lenselois           | 16,41            | 885 (2022)                        | 54                 |
| Manthes                  | 26172      | Manthenois          | 6,83             | 678 (2022)                        | 99                 |
| Moras-en-Valloire        | 26213      | Morassiens          | 8,58             | 685 (2022)                        | 80                 |
| Ozon                     | 07169      | Ozonnais            | 8,32             | 386 (2022)                        | 46                 |
| Peyraud                  | 07174      | Peyraudins          | 5,96             | 517 (2022)                        | 87                 |
| Ponsas                   | 26247      | Ponsardiers         | 2,71             | 527 (2022)                        | 194                |
| Ratières                 | 26259      | Ratièrois           | 9,01             | 275 (2022)                        | 31                 |
| Saint-Avit               | 26293      | Saint-Avitois       | 8,94             | 320 (2022)                        | 36                 |
| Saint-Barthélemy-de-Vals | 26295      | Saint-Barthélémiens | 20,27            | 1 852 (2022)                      | 91                 |
| Saint-Étienne-de-Valoux  | 07234      | Stéphanois          | 2,36             | 274 (2022)                        | 116                |
| Saint-Jean-de-Galaure    | 26216      |                     | 13,18            | 1 258 (2022)                      | 95                 |
| Saint-Martin-d'Août      | 26314      | Saint-Martinois     | 7,67             | 389 (2022)                        | 51                 |
| Saint-Rambert-d'Albon    | 26325      | Rambertois          | 13,41            | 6 947 (2022)                      | 518                |
| Saint-Sorlin-en-Valloire | 26330      | Saint-Sorlinois     | 26,5             | 2 237 (2022)                      | 84                 |
| Saint-Uze                | 26332      | Saint-Uziens        | 10,1             | 2 129 (2022)                      | 211                |
| Sarras                   | 07308      | Sarrassois          | 11,65            | 2 232 (2022)                      | 192                |
| Tersanne                 | 26349      | Tersannois          | 9,49             | 354 (2022)                        | 37                 |

### Démographie
| 1968   | 1975   | 1982   | 1990   | 1999   | 2010   | 2015   | 2021   |
| ------ | ------ | ------ | ------ | ------ | ------ | ------ | ------ |
| 33 267 | 33 887 | 33 606 | 35 213 | 36 768 | 44 242 | 46 366 | 47 811 |

## Administration

### Siège
La communauté de communes siège à Saint-Vallier.

### Les élus
Par un arrêté interpréfectoral du 23 octobre 2019, le conseil communautaire comptera 54 membres à la suite du renouvellement des conseils municipaux de mars 2020, répartis comme suit :
- 6 sièges pour Saint-Rambert-d'Albon ;
- 4 sièges pour Anneyron et Saint-Vallier ;
- 2 sièges pour Albon, Châteauneuf-de-Galaure, Épinouze, Hauterives, Saint-Barthélémy-de-Vals, Saint-Sorlin-en-Valloire, Saint-Uze et Sarras ;
- 1 siège (avec un suppléant) pour les autres communes.

### Présidence
Le président de la communauté de communes est Florent Brunet, conseiller régional et maire d'Hauterives. Il a été élu le 11 juillet 2024.
| Période    | Période   | Identité       | Étiquette | Qualité                                                     |
| ---------- | --------- | -------------- | --------- | ----------------------------------------------------------- |
| avril 2014 | juin 2024 | Pierre Jouvet  | PS        | Maire de Saint-Vallier Conseiller départemental de la Drôme |
| juin 2024  | En cours  | Florent Brunet | LR        | Maire d'Hauterives Conseiller régional AuRA                 |

.
Le conseil communautaire est composé de 54 élus, issus des 34 communes. Il est animé par un bureau composé d'un président, onze vice-présidents et deux conseillers délégués :
- Florent Brunet (maire d'Hauterives, conseiller régional) : président de la communauté de communes
- 1er Vice-président : Philippe Delaplacette (maire de Champagne), chargé de l’aménagement du territoire, de l’urbanisme et des projets structurants
- 2e Vice-présidente : Sylvie Perot (maire de Laveyron), chargée du personnel, de la santé et du tourisme
- 3e Vice-président : Olivier Jacob (Saint-Rambert-d'Albon), chargé de la mobilité et de l’emploi
- 4e Vice-présidente : Marie-Christine Prot (maire de Ponsas), chargée de l’action sociale et des familles
- 5e Vice-président : Guillaume Luyton (maire de Saint-Sorlin-en-Valloire), chargé de l’économie et du commerce
- 6e Vice-présidente : Aline Hébert (maire de Saint-Martin-d'Août), chargée de la politique en faveur de l’habitat
- 7e Vice-président : David Bouvier (maire de Ratières), chargé du PCAET, de l'agriculture et des forêts
- 8e Vice-présidente : Frédérique Sapet (maire de Saint-Vallier), chargée de la politique de la ville
- 9e Vice-président : Nicole Durand (maire de Lapeyrouse-Mornay), chargée de la gestion de l’eau, des rivières et de l’assainissement
- 10e Vice-président : Frédéric Chenevier (maire d'Andancette), chargé des relations aux communes, de la mutualisation et du sport
- 11e Vice-président : Christelle Reynaud (maire d'Andance), chargée de l’éducation artistique et de la programmation culturelle

- 1er conseiller délégué : Pierre Madinier (maire d'Éclassan), chargé du Plan Climat
- 2e conseiller délégué : Philippe Bécheras (maire d'Albon), chargé de la santé

### Notes

Nouveau logo présenté et utilisé à partir de décembre 2021.

Identité visuelle - logo
Logo de la Communauté de Communes de 2014 à 2021
Logo de la Communauté de Communes à partir de décembre 2021.